# 喊山 (2015年电影)
《喊山》（英語：Mountain Cry），2016年中国大陆上映的剧情片，导演和编剧都是杨子，主演王紫逸、郎月婷。该片改编自女作家葛水平的同名小说《喊山》，该小说曾荣获第四届鲁迅文学奖及2005年人民文学奖。

## 演出
- 王紫逸
- 郎月婷

## 制作
该片拍摄于山西省长治市平顺县通天峡风景区。